# السرعة الجوية الصحيحة

مؤشر السرعة الجوية الحقيقية الميكانيكية للطائرة. يحدد الطيار الارتفاع ودرجة حرارة الهواء في الإطار العلوي باستخدام المقبض (الإبرة) ويشير إلى سرعة الطيران الحقيقية في الإطار الأيسر السفلي.

سرعة الطيران الحقيقية ("TAS"؛ وأيضا "KTAS"، «عقدة لسرعة الطيران الحقيقية») هي سرعة الطائرة بالنسبة إلى الكتلة الهوائية الذي تطير بها. وسرعة الطيران الحقيقية هي معلومات هامة للملاحة الدقيقة للطائرة.

## الأداء
TAS هي المقياس الحقيقي لأداء الطائرات في الرحلات الجوية، وبالتالي المواصفات المدرجة في الطائرات، وكتيبات، ومقارنات الأداء، والتقارير التجريبية.
هي سرعة المدرجة عادة على خطة الطيران (flight plane)، وتستخدم أيضا في التخطيط للطيران قبل النظر في آثار الرياح.

## استخدامها في العمليات الحسابية الملاحية
للحفاظ على المسار الأرضي المطلوب في حين التحليق في الهواء، يجب على كابتن الطائرة معرفة حساب سرعة الرياح، واتجاه الرياح.

## حساب السرعة الجوية الحقيقية

### سرعة الطيران المنخفضة
عند السرعات المنخفضة والارتفاعات، ومعيار المحاسبة الدولي رقم CAS هي قريبة من سرعة جوية مكافئة (EAS).
{\displaystyle \mathrm {TAS} =\mathrm {EAS} {\sqrt {\frac {\rho _{0}}{\rho }}}}
حيث
{\displaystyle \mathrm {TAS} } هي السرعة الصحيحة
{\displaystyle \mathrm {EAS} } هي السرعة المكافئة
{\displaystyle \rho _{0}} هو كثافة الهواء عند مستوى سطح البحر (15 °C و 1013.25 هيكتوباسكال (كثافة الهواء من 1.225 kg/m3)
{\displaystyle \rho } هو كثافة الهواء حول الطائرة

### سرعة الطيران العالية
ويمكن حساب TAS بوصفها وظيفة من عدد ماخ وثابت درجة حرارة الهواء:
{\displaystyle \mathrm {TAS} ={a_{0}}M{\sqrt {T \over T_{0}}}}
حيث
{\displaystyle {a_{0}}} هي سرعة الصوت عند مستوى سطح البحر (661.47 عقدة),
{\displaystyle M} هو عدد ماخ،
{\displaystyle T} هي درجة حرارة الهواء الثابتة في كلفن،
{\displaystyle T_{0}} هي درجة الحرارة عند مستوى سطح البحر (288.15 K),
لحساب سرعة TAS يدويًا، حيث من المعروف أن عدد ماخ ودرجة حرارة الهواء ثابتة، ويمكن تبسيط التعبير إلى:
{\displaystyle \mathrm {TAS} =39M{\sqrt {T}}}
(تذكر درجة الحرارة في كلفن)
تجمع بين ما ورد أعلاه مع التعبير عن عدد ماخ يعطي تعبيرا عن TAS كدالة في تأثير الضغط، الضغط ثابت ودرجة حرارة الهواء ثابتة:
{\displaystyle \mathrm {TAS} ={a_{0}}{\sqrt {{5T \over T_{0}}\left[\left({\frac {q_{c}}{P}}+1\right)^{\frac {2}{7}}-1\right]}}}
حيث
{\displaystyle {q_{c}}} هو تأثير الضغط،
{\displaystyle P} هو ثابت الضغط،